# Pècors
Els pècors (Pecora) són un infraordre de mamífers artiodàctils que inclou la majoria de remugants. Una de les característiques d'aquest grup és la gran mida de les banyes en comparació amb altres animals banyuts.